# Мел Вітфілд
Мелвін Грестон Вітфілд (англ. Malvin Greston Whitfield; нар. 11 жовтня 1924 — пом. 19 листопада 2015) — американський легкоатлет, який спеціалізувався в бігу на середні дистанції.

## Із життєпису
Олімпійський чемпіон-1948 з бігу на 800 метрів та в естафеті 4×400 метрів. На Іграх-1948 здобув також «бронзу» на 400-метрівці.
На наступній Олімпіаді 1952 року захистив чемпіонський титул на 800-метровій дистанції та був другим у складі американської збірної в естафеті 4×400 метрів.
Триразовий чемпіон перших в історії Панамериканських ігор (1951) у бігу на 400 та 800 метрів, а також в естафеті 4×400 метрів.
Ексрекордсмен світу з бігу на 880 ярдів та 1000 метрів, а також в естафетах 4×440 та 4×880 ярдів (загалом 5 ратифікованих світових рекордів).
Учасник Другої світової та Корейської воєн.
По закінченні спортивної кар'єри працював на уряд США в Африці в ролі спортивного посла, тренував та консультував африканських легкоатлетів.
Помер у віці 91 року.

## Основні міжнародні виступи
| Рік  | Змагання             | Місто        | Місце            | Дисципліна | Примітки |
| ---- | -------------------- | ------------ | ---------------- | ---------- | -------- |
| 1948 | Олімпійські ігри     | Лондон       | 3                | 400 м      |          |
| 1948 | 1                    | 800 м        | Відео на YouTube |            |          |
| 1948 | 1                    | 4×400 м      |                  |            |          |
| 1951 | Панамериканські ігри | Буенос-Айрес | 1                | 400 м      |          |
| 1951 | 1                    | 800 м        |                  |            |          |
| 1951 | 1                    | 4×400 м      |                  |            |          |
| 1952 | Олімпійські ігри     | Гельсінкі    | 6                | 400 м      |          |
| 1952 | 1                    | 800 м        | Відео на YouTube |            |          |
| 1952 | 2                    | 4×400 м      |                  |            |          |